# Riggerding
Riggerding ist ein Ortsteil des Marktes Schöllnach im niederbayerischen Landkreis Deggendorf. Bis 1972 bildete es eine selbstständige Gemeinde.

## Lage

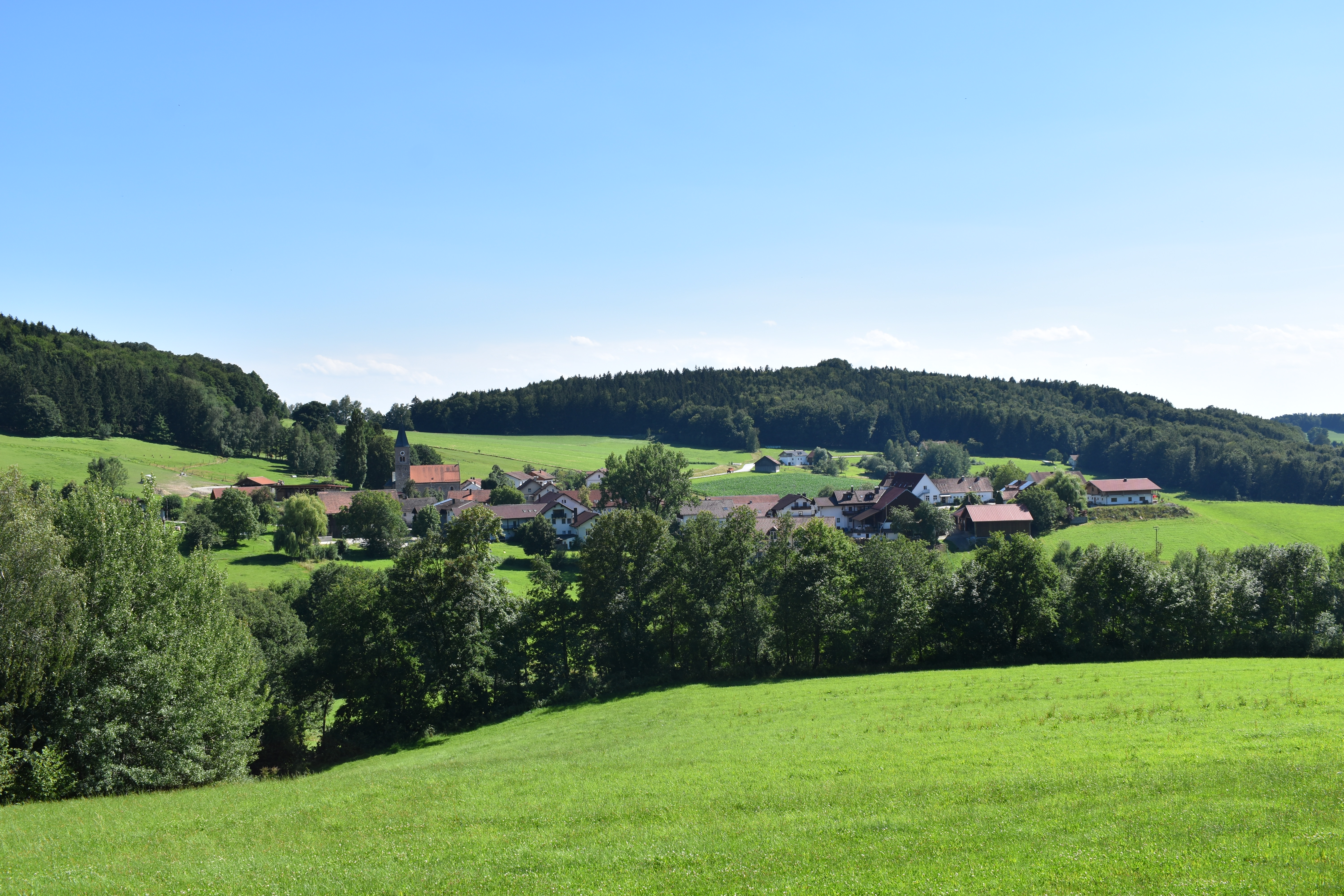
Panorama

Riggerding liegt im Bayerischen Wald etwa vier Kilometer nordöstlich von Schöllnach und etwa drei Kilometer westlich von Zenting.

## Geschichte
Die Hofmark Riggerding wird 1512 erstmals erwähnt. Sie kam bald danach in den Besitz der Ortenburger. Dadurch entstand die Beziehung zur Saldenburg, denn deren Inhaber waren zugleich Hofmarksherren. Seit 1670 gehörten Burg und Hofmark den Grafen von Preysing. Die Hofmarksherrschaft, die dem Amt Winsing des Landgerichtes Hengersberg untergeordnet war, umfasste 1752 in Riggerding selbst vier Anwesen, dazu kamen noch sechs einschichtige Güter in den umliegenden Ortschaften.
Bei der Neuorganisation Bayerns zu Beginn des 19. Jahrhunderts kam Riggerding zum neuen Landgericht Deggendorf. 1808/1811 wurde es ein Teil des Steuerdistriktes Bradlberg und 1821 der Gemeinde Bradlberg. Diese war aus Teilen der Obmannschaften Waldteil und Hof sowie aus der Hofmark Riggerding und der Ortschaft Thann der Hofmark Flintsbach zusammengestellt worden. Nach der Wiedererrichtung des Landgerichtes Hengersberg 1838 kam die Gemeinde Bradlberg zu diesem. Riggerding selbst war 1855 ein Dorf mit sieben Häusern.
Im Jahre 1899 wurde ein Kirchenbauverein gegründet, und in den Jahren 1901 bis 1904 erfolgte der Bau der Kirche. 1905 wurde die Expositur, 1921 die Pfarrei Riggerding errichtet.
Am 3. September 1937 stellte die Gemeinde Bradlberg einen Antrag auf Umbenennung der Gemeinde in Gemeinde Riggerding. Zur Begründung wurden außer historischen Gründen die neue Schule und die Pfarrei angeführt. Die Genehmigung durch den Reichsstatthalter erfolgte am 24. September 1938. Gleichzeitig wurde die Schreibweise des Gemeindeteils Rieggerding in Riggerding geändert.
Mit Wirkung vom 1. Oktober 1951 wurde die Ortschaft Geßling von der Gemeinde Winsing eingegliedert. 1964 bestand die Gemeinde Riggerding aus elf Ortsteilen. Am 1. Januar 1972 wurde die Gemeinde Riggerding im Zuge der Gebietsreform in den Markt Schöllnach eingegliedert.

## Sehenswürdigkeiten

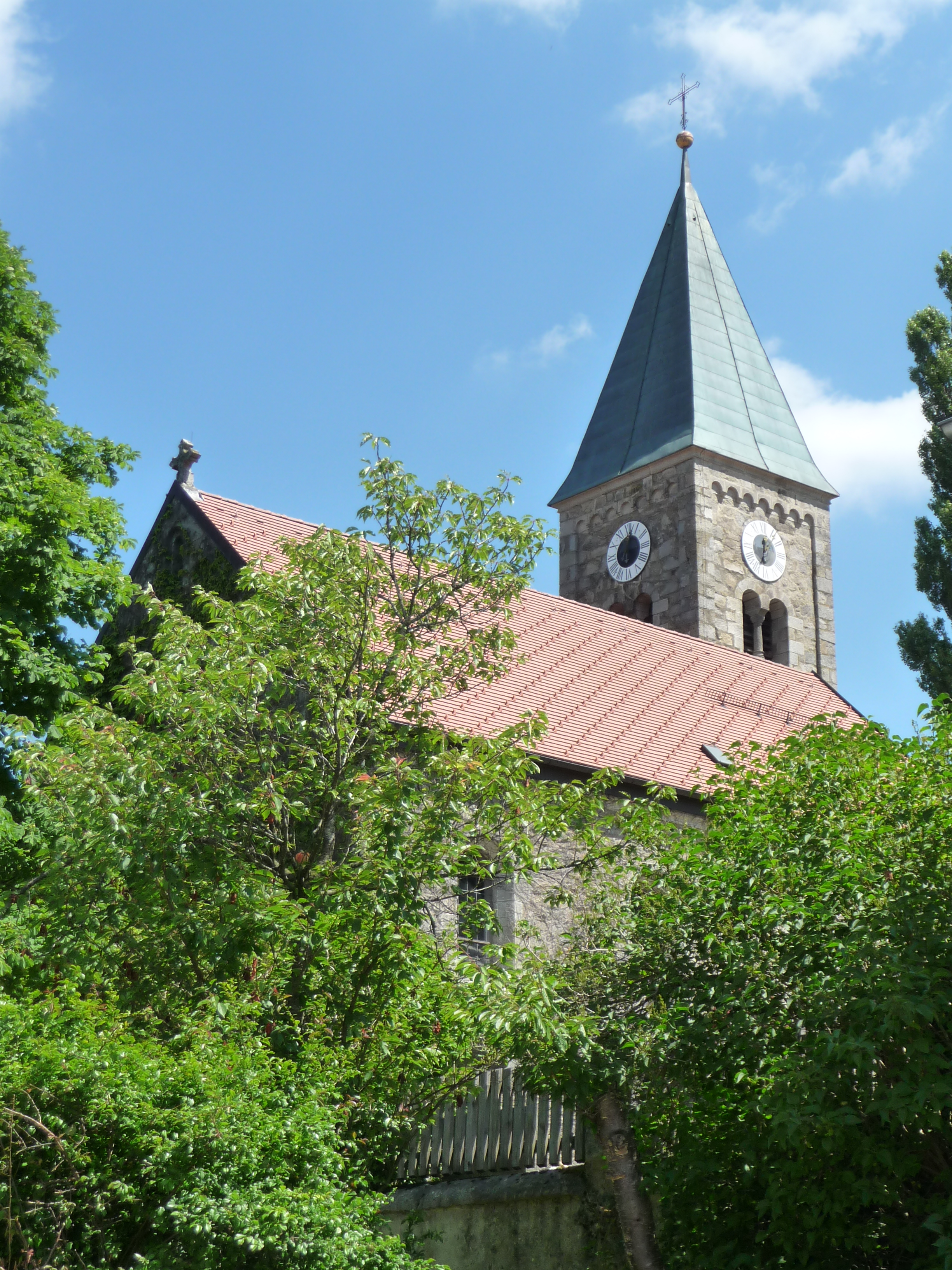
Die katholische Pfarrkirche St. Josef (2014)

### Baudenkmäler
In der Liste der Baudenkmäler in Schöllnach ist für Riggerding die katholische Pfarrkirche St. Josef als einziges Baudenkmal aufgeführt. Der Saalbau in unverputztem Bruchsteinmauerwerk mit Nordturm wurde von 1901 bis 1904 von Architekt Johann Schott im neuromanischen Stil erbaut.

## Bildung und Erziehung
- Kindergarten St. Anna

## Vereine
- Freiwillige Feuerwehr Riggerding
- Katholischer Frauenbund Riggerding
- Krieger- und Reservistenverein Riggerding
- PCV Riggerding
- Schnupferclub Riggerding

## Persönlichkeiten
- Josef Oswald (* 1900 in Riggerding; † 1984 in Passau), römisch-katholischer Theologe und Hochschullehrer, Heimatforscher und Ehrenbürger der Stadt Passau